# قلعه تایکندروگا
قلعه تایکندروگا (‎/taɪkɒndəˈroʊɡə/‎) که پیش‌تر به عنوان قلعه کاریلون شناخته می‌شد، یک دژ ستاره‌ای بزرگ از قرن ۱۸ است که توسط فرانسوی‌ها در باریکه‌ای نزدیک به بخش جنوبی دریاچه چمپلین در شمال ایالت نیویورک ساخته شد. این دژ بین اکتبر ۱۷۵۵ و ۱۷۵۷ توسط مهندس نظامی کانادایی-فرانسوی میشل شارتیه دو لوتبینیه، مارکیز دو لوتبینیه در جریان رویدادهای تئاتر شمال آمریکا در جنگ هفت‌ساله که در آمریکا به نام جنگ فرانسویان و سرخپوستان شناخته می‌شود، ساخته شد. این قلعه در طول نزاع‌های استعماری بین بریتانیا و فرانسه در قرن ۱۸ اهمیت استراتژیک داشت و دوباره در طول جنگ انقلابی آمریکا نقش مهمی ایفا کرد.